# Élections législatives luxembourgeoises de 1954
Les élections législatives de 1954 (en luxembourgeois : Chamberwale vum 30. Mee 1954 et en allemand : Kammerwahl vom 30. Mai 1954) ont eu lieu le 30 mai 1954 afin de désigner les cinquante-deux députés de la législature 1954-1958 de la Chambre des députés du Luxembourg.

## Résultats

### Résultats nationaux
|                          |                                                |           |       |      |        |               |  |  |  |  |  |  |  |  |
| Partis                   | Partis                                         | Voix      | %     | +/-  | Sièges | +/-           |  |  |  |  |  |  |  |  |
|                          | Parti populaire chrétien-social (CSV)          | 1 003 456 | 42,37 | 5,62 | 26     | 5             |  |  |  |  |  |  |  |  |
|                          | Parti ouvrier socialiste luxembourgeois (LSAP) | 831 836   | 35,12 | 2,51 | 17     | 2             |  |  |  |  |  |  |  |  |
|                          | Groupement démocratique (GD)                   | 255 522   | 10,79 | 3,36 | 6      | 2             |  |  |  |  |  |  |  |  |
|                          | Parti communiste luxembourgeois (KPL)          | 211 121   | 8,91  | 1,45 | 3      | 1             |  |  |  |  |  |  |  |  |
|                          | Parti des classes moyennes (PCM)               | 66 582    | 2,81  | 2,81 | 0      | Nv.           |  |  |  |  |  |  |  |  |
| Total des voix           | Total des voix                                 | 2 368 517 | 100   |      |        |               |  |  |  |  |  |  |  |  |
|                          |                                                |           |       |      |        |               |  |  |  |  |  |  |  |  |
| Votes valides            | Votes valides                                  | 162 036   | 95,26 |      |        |               |  |  |  |  |  |  |  |  |
| Votes blancs et nuls     | Votes blancs et nuls                           | 8 056     | 4,74  |      |        |               |  |  |  |  |  |  |  |  |
| Total                    | Total                                          | 170 092   | 100   | -    | 52     | en stagnation |  |  |  |  |  |  |  |  |
| Abstentions              |                                                |           |       |      |        |               |  |  |  |  |  |  |  |  |
| Inscrits / Participation |                                                |           |       |      |        |               |  |  |  |  |  |  |  |  |

### Résultats par circonscription
| Sud Est Centre Nord |

| Circonscriptions         | Circonscriptions | Sud       | Sud       | Sud    | Sud           | Est     | Est     | Est    | Est           | Centre  | Centre  | Centre | Centre        | Nord    | Nord    | Nord   | Nord          |
| ------------------------ | ---------------- | --------- | --------- | ------ | ------------- | ------- | ------- | ------ | ------------- | ------- | ------- | ------ | ------------- | ------- | ------- | ------ | ------------- |
|                          |                  |           |           |        |               |         |         |        |               |         |         |        |               |         |         |        |               |
| Sièges                   | Sièges           | 20        | 20        | 20     | en stagnation | 6       | 6       | 6      | en stagnation | 16      | 16      | 16     | en stagnation | 10      | 10      | 10     | en stagnation |
|                          |                  |           |           |        |               |         |         |        |               |         |         |        |               |         |         |        |               |
|                          |                  | Nombre    | Nombre    | %      | %             | Nombre  | Nombre  | %      | %             | Nombre  | Nombre  | %      | %             | Nombre  | Nombre  | %      | %             |
| Total des voix           | Total des voix   | 1 177 081 | 1 177 081 | 100,00 | 100,00        | 112 437 | 112 437 | 100,00 | 100,00        | 787 349 | 787 349 | 100,00 | 100,00        | 291 650 | 291 650 | 100,00 | 100,00        |
| Valides                  | Valides          | 61 136    | 61 136    | 95,29  | 95,29         | 19 480  | 19 480  | 94,92  | 94,92         | 50 914  | 50 914  | 94,86  | 94,86         | 30 506  | 30 506  | 96,13  | 96,13         |
| Blancs et nuls           | Blancs et nuls   | 3 024     | 3 024     | 4,71   | 4,71          | 1 043   | 1 043   | 5,08   | 5,08          | 2 761   | 2 761   | 5,14   | 5,14          | 1 228   | 1 228   | 3,87   | 3,87          |
| Votants                  | Votants          | 64 160    | 64 160    | 100,00 | 100,00        | 20 523  | 20 523  | 100,00 | 100,00        | 53 675  | 53 675  | 100,00 | 100,00        | 31 734  | 31 734  | 100,00 | 100,00        |
| Abstentions              |                  |           |           |        |               |         |         |        |               |         |         |        |               |         |         |        |               |
| Inscrits / Participation |                  |           |           |        |               |         |         |        |               |         |         |        |               |         |         |        |               |
|                          |                  |           |           |        |               |         |         |        |               |         |         |        |               |         |         |        |               |
| Partis                   | Partis           | Voix      | %         | Sièges | +/−           | Voix    | %       | Sièges | +/−           | Voix    | %       | Sièges | +/−           | Voix    | %       | Sièges | +/−           |
|                          | CSV              | 430 297   | 36,56     | 8      | 2             | 62 987  | 56,02   | 4      | 1             | 333 085 | 42,31   | 7      | 1             | 177 087 | 60,72   | 7      | 1             |
|                          | LSAP             | 470 845   | 40,00     | 8      | 1             | 23 077  | 20,52   | 1      | 1             | 265 337 | 33,70   | 6      | 1             | 72 577  | 24,89   | 2      | en stagnation |
|                          | GD               | 56 214    | 4,78      | 1      | en stagnation | 24 529  | 21,82   | 1      | 1             | 137 158 | 17,42   | 3      | en stagnation | 37 621  | 12,90   | 1      | 1             |
|                          | KPL              | 177 747   | 15,10     | 3      | 1             | 1 844   | 1,64    | 0      | en stagnation | 27 165  | 3,45    | 0      | en stagnation | 4 365   | 1,50    | 0      | en stagnation |
|                          | PCM              | 41 978    | 3,57      | 0      | Nv            |         |         |        |               | 24 604  | 3,13    | 0      | Nv            |         |         |        |               |

### Composition de la Chambre des députés
| Sud | Est | Centre | Nord |
| --- | --- | --- | --- |
| 1. Nicolas Biever (LSAP) 2. François Cigrang (GD) 3. Émile Colling (CSV) 4. Jean Dupong (CSV) 5. Romain Fandel (LSAP) 6. Jean Fohrmann (LSAP) 7. Pierre Gansen (LSAP) 8. Joseph Grandgenet (KPL) 9. Jean Kinsch (CSV) 10. Antoine Krier (LSAP) 11. Joseph Lommel (CSV) 12. Nicolas Margue (CSV) 13. Denis Netgen (LSAP) 14. Michel Rasquin (LSAP) 15. Jean-Baptiste Rock (CSV) 16. Dominique Steichen (LSAP) 17. Dominique Urbany (KPL) 18. Arthur Useldinger (KPL) 19. Alex Werné (CSV) 20. Charles Wirtgen (CSV) | 1. Joseph Bech (CSV) 2. Othon Decker (LSAP) 3. Aloyse Duhr (CSV) 4. Robert Schaffner (GD) 5. Guillaume Speck (CSV) 6. Nicolas Thill (CSV) | 1. Jean-Pierre Bauer (LSAP) 2. Tony Biever (CSV) 3. Victor Bodson (LSAP) 4. Albert Bousser (LSAP) 5. Marcel Fischbach (CSV) 6. Pierre Frieden (CSV) 7. Pierre Grégoire (CSV) 8. Jean Gremling (LSAP) 9. Émile Hamilius (GD) 10. Adrien van Kauvenbergh (LSAP) 11. Lucien Koenig (GD) 12. Émile Reuter (CSV) 13. Nicolas Rollinger (CSV) 14. Eugène Schaus (GD) 15. Antoine Wehenkel (LSAP) 16. Pierre Werner (CSV) | 1. Victor Abens (LSAP) 2. Michel Ewen (LSAP) 3. Nicolas Ferring (CSV) 4. Henri Gengler (CSV) 5. Joseph Herr (CSV) 6. Jean Peusch (GD) 7. Alphonse Schiltges (CSV) 8. Tony Schmit (CSV) 9. Georges Wagner (CSV) 10. Jean Winkin (CSV) |